# Милка Жицина
Милка Жицина (Првча, 9. октобар 1902 — Београд, 3. фебруар 1984), била је писац романа социјалне тематике у периоду између два светска рата. Претежно је обрађивала проблеме обесправљених девојака и жена.

## Биографија
Милка Жицина рођена је у Првчи код Нове Градишке, у сиромашној породици чувара пруге Николе Жице и његове жене Цвијете, рођене Милојевић. Због немаштине је још у раном пубертету била принуђена да ради као служавка у Новој Градишки. По завршетку основне школе, 1917. године, са мајком и сестром одлази у Сремске Карловце и у Новом Саду за годину дана (1918) полаже испите за четири нижа разреда девојачке школе.

### Живот и рад између два рата
Године 1919. Милка Жицина прелази у Београд, запошљава се у Управи државних железница и упоредо учи дактилографију. Потом одлази у Беч, где ради као служавка, а затим се враћа у Београд. У Београду не успева поново да се запосли, па одлази у Хамбург, са идејом да се запосли на броду и оде у Сједињене Америчке Државе. Не успевши да оствари ову замисао она из Хамбурга пешке одлази у Мец, а затим у Париз, где се издржава правећи опанке. Тада се придружила синдикату кожарских радника, где је радницима из наших крајева држала часове француског језика.
У Паризу је упознала Илију Шакића (касније начелник у Министарству спољних послова) и са њим се венчала 1928. године. У Паризу се дружила са левичарима и продавала левичарску штампу, па су је француске власт, заједно са супругом, протерале у Белгију, где су остали до 1931. године.
Из Белгије се млади брачни пар враћа у Београд, где Милка почиње да ради у Задружном коначишту (у Македонској 21) као собарица и ноћни чувар. Ту она пише свој први роман Кајин пут. После тога у коначишту је добила посао дактилографа, али је 1940. године отпуштена због организовања штрајка.
Други светски рат провела је са супругом у илегали, кријући се у кући сеоског учитеља у Долову под именом Милица Шакић.

### Послератни период и сукоб са КПЈ
После ослобођења је у Панчевачком срезу радила на обнови школа и културног живота. После успешно организованих избора у Новој Градишки 1945. године постала је члан Комунистичке партије Југославије (КПЈ). Следеће године постављена је за уредника културне рубрике у часопису Рад, да би 1948, по личном избору, прешла у слободне репортере.
Јуна 1951. године ухапшена је због сарадње са Информбироом. Истовремено је тада под истом оптужбом ухапшенa већа група писаца, а Милка је била једина жена међу њима. Седам месеци, током којих је утврђивана њена кривица, провела је у Главњачи. Јануара 1952. осуђена је на осам година због сарадње са Војиславом Срзентићем и његовом супругом Драгицом, са којом је била блиска пријатељица. Робијала је у женском логору Столац у Херцеговини до јуна 1955. када јој је казна умањена, а она пуштена.
По повратку са робије живела је са мужем у Севојну до 1959. године када су се вратили у Београд. У Београду је са мужем живела у Добрачиној бр. 36, где је и умрла 28. фебруара 1984. године.

## Књижевни рад
Милка Жицина припадала је покрету социјалне литературе између два рата. Тридесетих година 20. века у Београду се кретала у кругу Нолитових књижевника-Левичара у Добрачиној 6 (Радован Зоговић, Оскар Давичо, Хуго Клајн, Милован Ђилас и др). Већ са својим првим романом, објављеним на препоруку Велибора Глигорића, постигла је успех. У Паризу је преводила са француског језика писце социјалне литературе. Сарађивала је у многим часописима, између осталих Преглед, Наша стварност, Жена данас и други.
Обновљени интерес за књижевно стваралаштво Милке Жицине јавља се са променом историјских околности, односно распадом Југославије. Јован Деретић у Историји српске књижевности за Милку Жицину каже да је она „најзначајнију новину у прозном стварању донела... са своја два пролетерска романа... од којих други спада међу наше боље међуратне романе”.

### Објављена дела
- Кајин пут (роман; Београд, 1934)
- Девојка за све (роман; Београд, 1940)
- Репотраже (збирка репортажа; Београд, 1950)
- Друго имање (роман; Београд, 1961)
- Записи са онколошког (биографска проза; Београд, 1986)
- Село моје (роман; Београд, 1983)
- Све, све, све (роман; Загреб, 2002)
- Сама (роман; Београд, 2009)
- Нека то буде све (кратка проза; Београд, 2014)

### Романи Милке Жицине
Први роман Милке Жицине Кајин пут је прича о сиротињској сеоској породици. Објављен је у Нолиту 1934. године и први је роман српске књижевности са јасном оријентацијом покрета социјалне књижевности између два рата. Доживео је значајну популарност. Преведен је и објављен на немачком (Drei Eulen Verlang, Диселдорф, 1934) и француском (Pabl. L`amitié par le livre, Париз, 1940), а после рата на чешком (Dilo, Праг, 1947) и бугарском (Народна култура, Софија, 1948). У Југославији је доживео и друго издање (Рад 1950).
Други роман, Девојка за све говори о тешким искуствима јунакиње романа у још сложенијим условима градског живота.
Њен дневник Записи са онколошког храбро је сведочење о борби за живот.
Рукопис о страдању у женском логору Столац објављен је постхумно, тек почетком 21. века, под „постмодернистичким” насловом Све, све, све.
Роман Сама представља тек почетком 20. века обелодањени рукопис из заоставштине Милке Жицине, тематски је везаним за њено најтеже интимно страдање, боравак у „самици“ током истражног поступка Главњачи. Овај рукопис сматра се увертиром за роман Све, све, све и заједно са њим
јединственим сведочанством о страдању поводом ИБ-резолуције. Оба рукописа написана су већ седамдесетих година 20. века, али их је ауторка, у страху од репресије, скривала. Текстови су после њене смрти први пут изашли у часописима Дневник (1993) и Летопис Матице српске (1998).